# Sakaltutan, Talas
Sakaltutan là một xã thuộc quận Talas, tỉnh Kayseri, Thổ Nhĩ Kỳ. Dân số thời điểm năm 2008 là 619 người.